# Juan Palomares
Juan Palomares   (Sevilla, c. 1585 - Madrid, c. 1640) fou un guitarrista i compositor espanyol.
Va col·laborar amb els grans dramaturgs de la seva època i va musicar alguns passatges lírics de La Dorotea i corrandes de Lope de Vega (1633). Les seves composicions i cançons, trucades tons en la llengua de l'època, s'han trobat en el Cançoner de Torí, compost d'un total de 46 obres, la majoria anònimes, escrites a dues i tres veus (tan sols una és a quatre); dues de les peces són de Palomares ("Al camp florit" i "Sobre morades violetes"). També en el Cançoner de la Sablonara (Múnic, Biblioteca Estatal de Baviera; ed. Per Jesús Aroca, Madrid, 1916) i en Tons castellans, col·lecció a la Biblioteca dels Ducs de Medinaceli. En el de Torí i en el de la Sablonara hi ha una peça comuna, "Sobre morades violetes", la lletra correspon a Catalina Zamudio. Lope de Vega era amic seu, ja que l'elogia a La Dorotea (V, 9):
| « | Los versos, Celia, yo y el tono aquel excelente músico Juan de Palomares, competidor insigne del famoso Juan Blas de Castro, que dividieron entre los dos la lira, árbitro Apolo. | » |

Així que Joan de Palomares i Juan Blas de Castro eren considerats en 1633 els més famosos compositors de tons de l'època; a Palomares li dedica Lope un epitafi en dos redondillas de la segona part de les Rimas (1604), així que ja havia d'estar mort en aquesta data, per més que alguns li allarguin la vida fins 1640; no cal oblidar que La Dorotea narra fets de la joventut de Lope i se li té també per difunt en la comèdia lopesca de La bella malmaridada, que es data en 1596 i es va imprimir en 1610. També a banda i autors els elogia Lope a La Filomena, i hi ha referències a tots dos compositors a la Jerusalem conquistada, on es diu que Palomares va morir molt jove, en el diari El acero de Madrid ja només parla de Blas de Castro, que va haver sobreviure en molt a Palomares i substituir-lo en la tasca de musicar tons i corrandes de Lope i compondre música incidental per a les seves comèdies. A més hi ha composicions de Palomares en els tres toms manuscrits de Romanços i lletres de a tres veus de la Biblioteca Nacional.